# Planet Hollywood Resort and Casino
Planet Hollywood Resort and Casino, znany wcześniej jako The Aladdin – luksusowy hotel i kasyno, położony przy bulwarze Las Vegas Strip w Paradise, w stanie Nevada. Stanowi własność korporacji Caesars Entertainment Corp.

## Historia

### Tally-Ho i King’s Crown

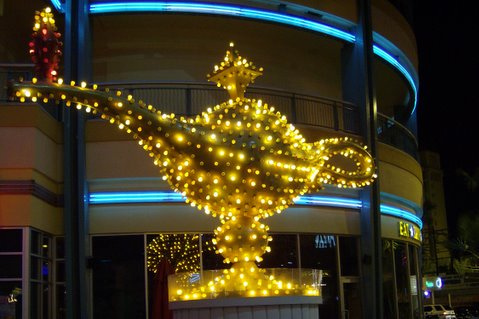
Lampa z The Alladin, obecnie część Neon Museum at the Fremont Street Experience

Obiekt został otwarty w 1963 roku jako Tally-Ho, a rok później jego nazwa została zmieniona na King’s Crown. Jednak po sześciu miesiącach obiekt stanął na skraju bankructwa, gdyż nie uzyskał licencji na gry hazardowe. W 1966 roku King’s Crown został wykupiony przez Miltona Prella, który następnie przeznaczył 3 miliony dolarów na renowację hotelu. Całkowicie zmienił tematykę kompleksu, który początkowo wzorowany był na stylu staroangielskim; Prell stworzył obiekt inspirowany Księgą tysiąca i jednej nocy. Symbolicznym uwieńczeniem renowacji była instalacja ogromnego, wartego 750.000 dolarów znaku w kształcie lampy Alladyna, a także zmiana nazwy na The Aladdin.

### The Aladdin
The Aladdin został otwarty 1 kwietnia 1966 roku, a w oficjalnej uroczystości uczestniczył między innymi pianista Warren Richards oraz komik Jackie Mason. Milton Prell wprowadził innowacyjny system rozrywkowy, oferując gościom trzy różne produkcje sceniczne dziennie. The Aladdin posiadał również własne, 9–dołkowe pole golfowe.
Nieco ponad rok od swojego otwarcia, The Aladdin stał się miejscem, w którym ślub wzięli Elvis i Priscilla Presley.
W 1969 roku obiekt poddano wartej 750.000 dolarów renowacji. W tym samym roku The Aladdin stał się własnością Parvin Dohrmann Corporation, która następnie, w 1972 roku, sprzedała obiekt Samowi Diamondowi, Richardowi Daly’emu oraz politykom Peterowi Webbe’owi i Sorkisowi Webbe’owi za zaledwie 5 milionów dolarów. Nowi właściciele wybudowali dodatkową 19-piętrową wieżę hotelową oraz teatr Performing Arts Center z 7.500 miejsc, który zastąpił przynoszące straty finansowe pole golfowe.
Ponowne otwarcie The Aladdin nastąpiło w 1976 roku, a gwiazdę wieczoru stanowił Neil Diamond.

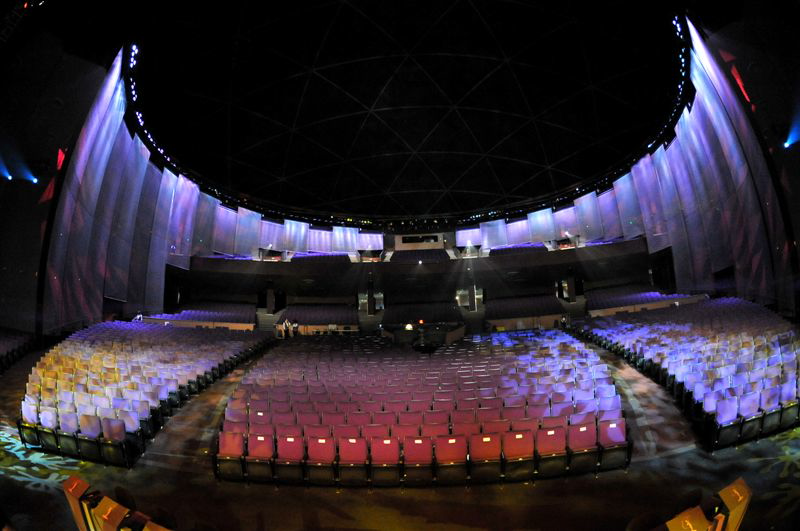
Wnętrze teatru Theatre for the Performing Arts

W 1980 roku kompleks nabyli Wayne Newton i Ed Torres, oferując za niego 85 milionów dolarów. Newton pozwał telewizję NBC, która informowała, że transakcja którą zawarł podpierana była działalnością mafii. Zgodnie z decyzją sądu, otrzymał on 22.8 miliony dolarów odszkodowania, jednak sąd apelacyjny uchylił tę decyzję. W lutym 1984 roku The Aladdin złożył wniosek o tzw. bankructwo naprawcze, znane w amerykańskim systemie prawnym jako Chapter 11.
W 1987 roku kolejnym właścicielem obiektu został japoński inwestor Ginji Yasuda. Jednak zgodnie z nowymi regulacjami prawnymi, nie mógł pełnić roli operatora kasyna. W wyniku tego, The Aladdin ponownie złożył wniosek o tzw. bankructwo naprawcze, spowodowane dużymi problemami finansowymi.
W 1994 roku deweloper Jack Sommer oraz Sommer Family Trust wykupili obiekt.
The Aladdin został zamknięty 25 listopada 1997 roku. 5 marca 1998 roku rozpoczęła się wielka wyprzedaż elementów wyposażenia, a 27 kwietnia budynek został zburzony. Jedyną pozostałością po The Aladdin był teatr Theatre for the Performing Arts. Jack Sommer planował budowę nowego kasyna, dlatego postanowił rozpocząć współpracę z London Clubs International, która w zamian za 50 milionów dolarów nabyła 25% udziałów w nowym projekcie. Jednak ostatecznie udziały korporacji znacznie się zwiększyły, jako że Sommer nie był w stanie samodzielnie pokryć własnej części kosztów budowy.

### Nowy Aladdin

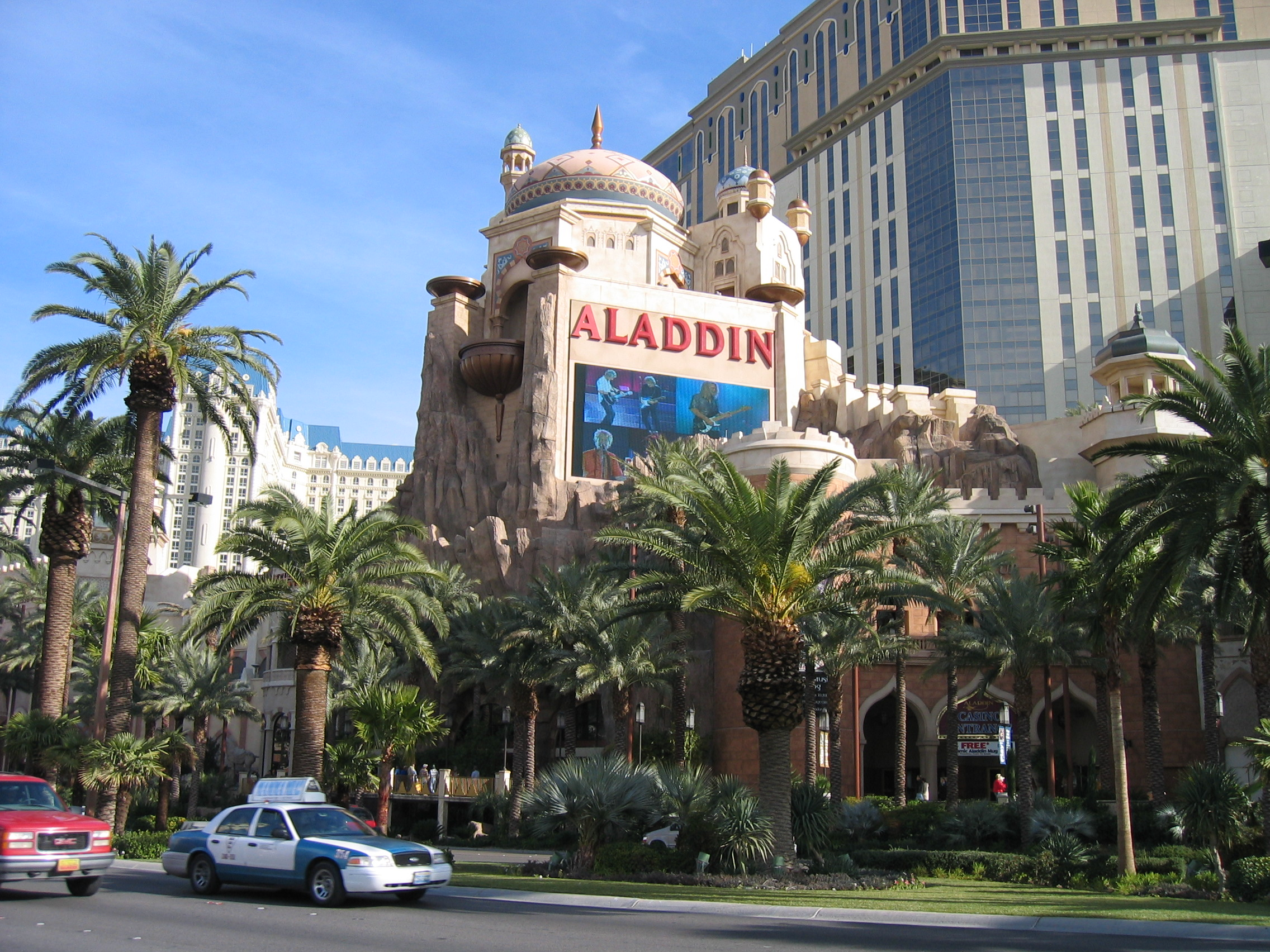
Wejście do The Aladdin w 2002 roku

Otwarcie nowego The Aladdin zaplanowane było na 17 sierpnia 2000 roku, na godzinę 18:00. Uroczystość została jednak opóźniona ze względu na testy systemu przeciwpożarowego przez inspekcję budowlaną, a także poprawki w kasynowej sieci monitoringu. Z powodu dużego opóźnienia setki gości zaczęły opuszczać obiekt, zaś ci, którzy mieli spędzić noc w hotelu czekali godzinami przed wejściem do budynku. Większość nie miała dostępu do swojego bagażu, który znajdował się wewnątrz The Aladdin – zamkniętego przez inspektorów na czas testów. Pracownicy hotelu próbowali zaaranżować alternatywne akomodacje dla gości w pobliskich kompleksach Paris i Bellagio. Oficjalne otwarcie The Aladdin nastąpiło ostatecznie kolejnego dnia, o godzinie 19:45.
Josh Axelrad w swojej książce Repeat until Rich (2010) napisał, że profesjonalni gracze, zwłaszcza karciani, wykorzystywali niedoświadczenie pracowników kasyna The Aladdin w pierwszych dniach od otwarcia. Dzięki temu, opuszczali obiekt z dużymi kwotami pieniędzy.
Kasyno borykało się z problemami finansowymi niemal od chwili otwarcia, dlatego, pozostając w stanie bankructwa, 20 kwietnia 2003 roku, zostało sprzedane pozostającym w kooperacji Planet Hollywood i Starwood Hotels & Resorts Worldwide.

### Planet Hollywood

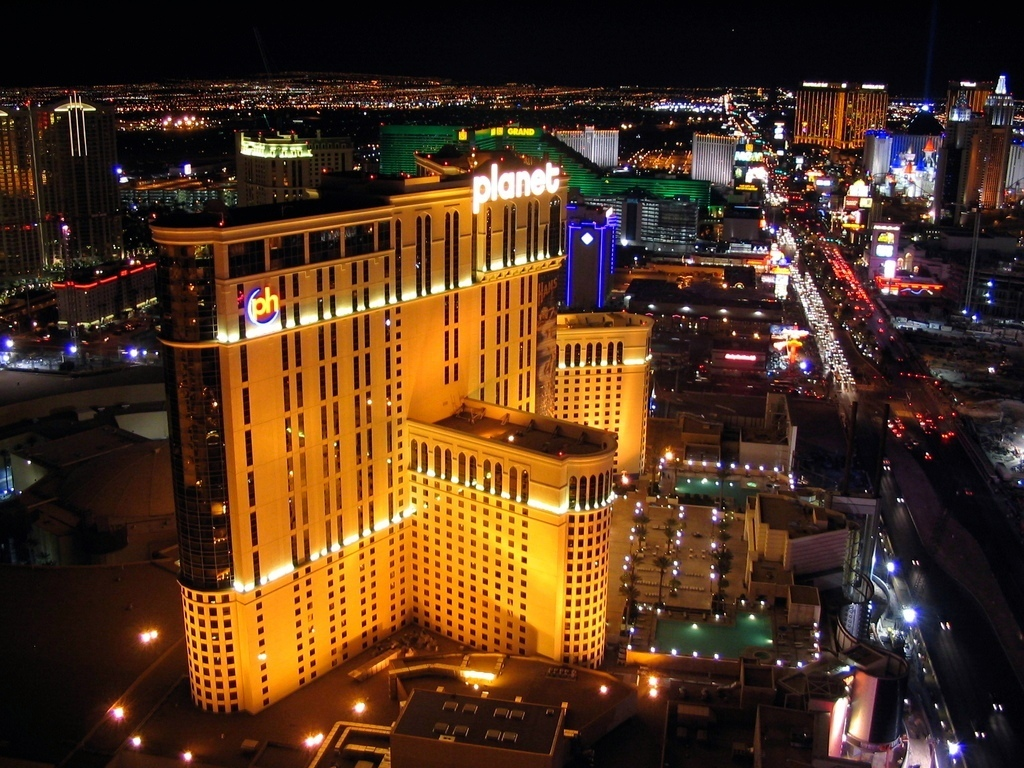
Planet Hollywood nocą

Nowi właściciele rozpoczęli swoją działalność od prac renowacyjnych. Objęły one rozbudowę kasyna, nowe restauracje i klub nocny. W 2007 roku większość powierzchni handlowej w budynku została przemianowana z The Desert Passage na Miracle Mile Shops, inspirowane stylem Hollywood.
Po zakończeniu renowacji kasyna, obiekt został ponownie otwarty 17 kwietnia 2007 roku jako Planet Hollywood Resort and Casino.

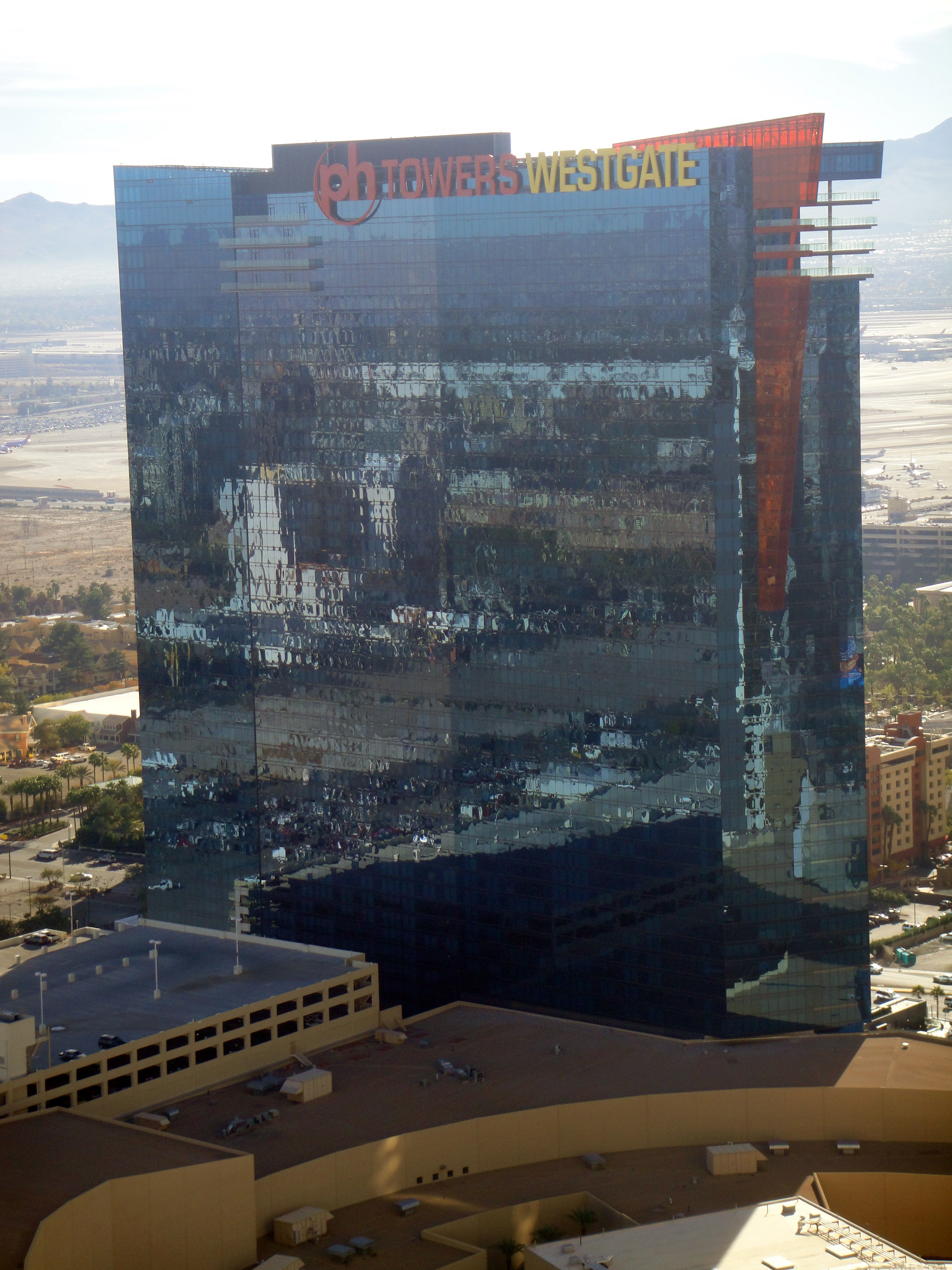
PH Tower

Pod koniec 2009 roku do użytku oddana została wieża PH Tower, wchodząca w skład kompleksu Planet Hollywood, mimo że stanowi własność korporacji Westgate Resorts. Dlatego też pozostaje w pełnej niezależności od pozostałej części obiektu, funkcjonując jako samodzielny budynek.
W grudniu 2009 roku Caesars Entertainment Corp. rozpoczęła proces przejęcia Planet Hollywood, spłacając część długów obiektu. 16 stycznia 2010 roku korporacja Starwood Hotels & Resorts Worldwide podjęła decyzję, że jest gotowa pozbyć się Planet Hollywood, w odpowiedzi na co, Caesars uzyskał kontrolę nad operacjami hotelowymi. 18 lutego 2010 roku Nevada Gaming Commission wyraziła zgodę na przejęcie Planet Hollywood przez Caesars Entertainment Corp.; 19 lutego obiekt oficjalnie stał się własnością korporacji.
Własnością Caesars Entertainment Corp. nie jest jednak klub nocny Prive Nightclub, kilka restauracji znajdujących się wewnątrz Planet Hollywood, a także wieża PH Tower.

### PH Tower
PH Tower, to jedna z wież Planet Hollywood, stanowiąca odrębny, luksusowy hotel butikowy. Na 56 piętrach budynku znajduje się 1201 apartamentów.

## Atrakcje

### The Pleasure Pit

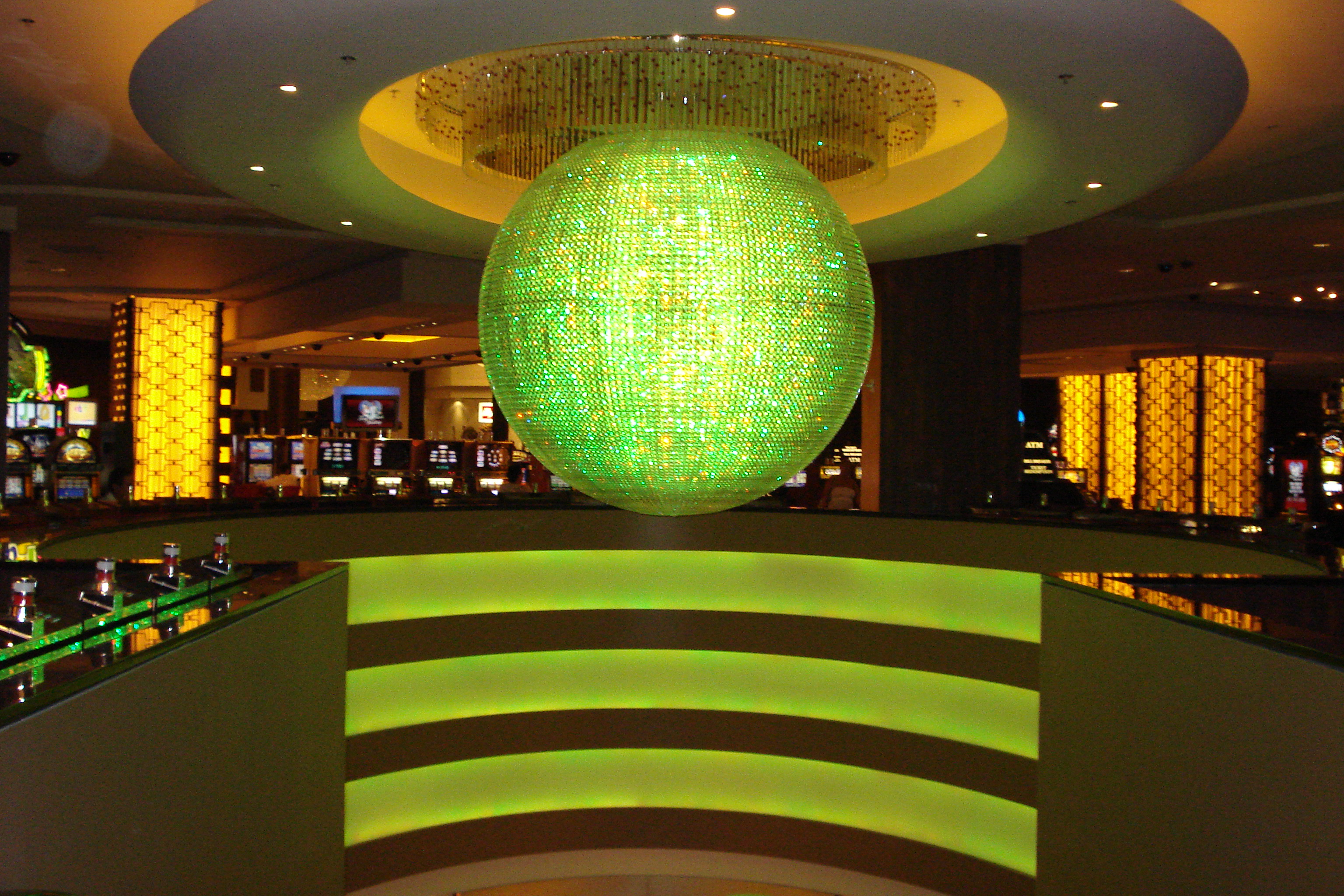
Wnętrze lobby kasyna w Planet Hollywood

W skład Planet Hollywood wchodzi trzyakrowe kasyno z 33 ekranami plazmowymi, 2 ogromnymi ekranami i sekcją dla VIP-ów. Poza tym obiekt oferuje gościom The Pleasure Pit – wydzieloną część kasyna, przeznaczoną wyłącznie dla osób pełnoletnich. Na jej powierzchni krupierki w postaci młodych kobiet, mają na sobie samą bieliznę; obecne są również tancerki go-go.

### The Mezzanine
W Planet Hollywood znajduje się strefa zwana The Mezzanine, czyli duże balkony, z których obserwować można wnętrze kasyna. The Mezzanine obejmuje także showroom, w którym wystawiane są różne produkcje. Najpopularniejszą z nich stanowiła burleska Peepshow z udziałem Holly Madison. W 2009 roku w The Mezzanine regularnie organizowano show wzorowane na America’s Got Talent, które prowadził Jerry Springer (przylatywał co tydzień do Las Vegas ze Stamford w Connecticut, gdzie kręcony jest jego program). Poza tym, w przeszłości w The Mezzanine obejrzeć można było komediową produkcję Tony n' Tina's Wedding.

## Obiekt w filmie
- Implozja oryginalnego budynku The Aladdin posłużyła jako tło do napisów końcowych filmu Cooler (2003).
- W kasynie The Aladdin kręcono część scen obrazu Going in Style (1979).
- W 2004 roku jeden z odcinków programu Trading Spaces został zarejestrowany w The Aladdin.
- W The Aladdin nagrywana była pierwsza oraz druga seria programu Criss Angel Mindfreak.
- 25 września 2007 roku w Planet Hollywood oficjalną światową premierę miał film Resident Evil: Extinction.
- 24 stycznia 2008 roku w Planet Hollywood oficjalną światową premierę miał film John Rambo.
- Planet Hollywood stanowił główne miejsce akcji filmu 21 (2008).
- Planet Hollywood stanowił główne miejsce akcji filmu Co się zdarzyło w Las Vegas (2008).
- 21 listopada 2008 roku w Planet Hollywood oficjalną światową premierę miał film Transporter 3.
- W sierpniu 2010 roku w Planet Hollywood oficjalną światową premierę miał film The Expendables.